# (26308) 1998 SM165
1998 أس أم 165 (ويعرف أيضًا باسم (26308) 1998 أس أم 165 وفق تسمية الكوكب الصغير) (بالإنجليزية: 1998 SM165)‏ هو كويكب ضمن حزام الكويكبات؛ وترتيبه 26308 من حيث الاكتشاف.
اكتُشف هذا الجُرم الفلكي بواسطة Nichole M. Danzl ‏ في 16 سبتمبر 1998.

## وصلات خارجية
- (26308) 1998 SM165 في قاعدة بيانات مختبر الدفع النفاث لأجرام النظام الشمسي الصغيرة

- الاكتشاف · مخطط المدار ·  العناصر المدارية · المعلمات المادية

- (26308) 1998 SM165 على موقع ويكي سكاي: DSS2, SDSS, GALEX, IRAS, Hydrogen α, X-Ray, Astrophoto, Sky Map, Articles and images